# Platygaster angustula
Platygaster angustula är en stekelart som först beskrevs av Thomson 1859.  Platygaster angustula ingår i släktet Platygaster och familjen gallmyggesteklar. Arten är reproducerande i Sverige. Inga underarter finns listade i Catalogue of Life.